# Bulbophyllum sordidum
Bulbophyllum sordidum är en orkidéart som beskrevs av John Lindley. Bulbophyllum sordidum ingår i släktet Bulbophyllum och familjen orkidéer. Inga underarter finns listade i Catalogue of Life.